# Шафіга Мамедова
Шафіга Гашим кизи Мамедова (30 березня 1945) — радянська та азербайджанська акторка театру та кіно, педагог. У 1968 році закінчила Азербайджанський державний театральний інститут (акторський факультет). Народна артистка Азербайджанської РСР (1982)

## Вибіркова фільмографія
- «Чорнушка» (1966)
- «Я пам'ятаю тебе, вчителю» (1969)
- «Слідами Чарвадарів» (1974)
- «Ціна щастя» (1976)
- «День народження» (1977)
- «Іду на вулкан» (1977)
- «Допит» (1979)

| Актор | Це незавершена стаття про акторку. Ви можете допомогти проєкту, виправивши або дописавши її. |